# Pietro La Fontaine
Pietro La Fontaine (Viterbo, 29 november 1860 – Villa Fietta di Paderno del Grappa, 9 juli 1935) was een Italiaans geestelijke en kardinaal van de Katholieke Kerk.
Hij ontving zijn priesterwijding op 22 december 1883 en werkte in de daarop volgende jaren als parochiepriester en als professor aan de diocesane seminarie van Viterbo. In 1893 werd hij rector van hetzelfde seminarie. In 1906 werd hij kanunnik van het kathedrale kapittel van Viterbo.
In 1906 benoemde paus Pius X hem tot bisschop van Cassano allo Ionio, in Calabrië. Op 22 december van dat jaar werd hij gewijd. In 1907 werd hij door de paus benoemd tot apostolisch visitator van het seminarie van Calabrië. In 1908 werd hij vicaris van de Sint-Jan van Lateranen. In 1910 werd hij secretaris van de Congregatie voor de Riten en titulair bisschop van Carystus. Hij was vicaris en aartspriester van de Sint-Pietersbasiliek.
In 1915 benoemde paus Benedictus XV hem tot patriarch van Venetië. Een jaar later werd hij verheven tot kardinaal-priester. De Santi Nereo e Achilleo werd zijn titelkerk. In 1921 werd hij titularis van de Santi XII Apostoli. Kardinaal La Fontaine trad vaak op als pauselijk legaat bij kerkelijke gebeurtenissen binnen en buiten Italië.
Hij nam deel aan het Conclaaf van 1922, dat leidde tot de verkiezing van Achille Ratti als paus Pius XI. Bij dat conclaaf gold hij als een van de papabili. Volgens een reconstructie van het conclaaf door Francis A. Burkle-Young, zou het zelfs maar weinig hebben gescheeld of La Fontaine was tot paus gekozen.
In de jaren zestig van de twintigste eeuw begon onder leiding van Giovanni Urbani, de toenmalige patriarch van Venetië, het diocesane proces tot zaligverklaring van La Fontaine. Dat proces loopt nog steeds. La Fontaine kan als Dienaar Gods vereerd worden.
Lorenzo Giustiniani · Giovanni Barozzi · Maffeo Gherardi · Thomas Donatus · Marco Cornaro · Gerolamo Querini · Pietro Francesco Contarini · Vincenzo Diedo · Giovanni Trevisan · Lorenzo Priuli · Matteo Zane · Francesco Vendramin · Giovanni Tiepolo · Federico Corner · Gianfranco Morosini · Alvise Sagredo · Gianalberto Badoaro · Pietro Barbarigo · Marco Gradenigo · Francesco Antonio Correr · Aloysius Foscari · Giovanni Bragadin · Fridericus Maria Giovanelli · Ludovico Flangini Giovanelli · Nicola Saverio Gamboni · Francesco Milesi · Ján Krstitel Ladislav Pyrker · Giacomo Monico · Pietro Aurelio Mutti · Angelo Ramazzotti · Giuseppe Luigi Trevisanato · Domenico Agostini · Giuseppe Melchiorre Sarto · Aristide Cavallari · Pietro La Fontaine · Adeodato Giovanni Piazza · Carlo Agostini · Angelo Giuseppe Roncalli · Giovanni Urbani · Albino Luciani · Marco Cé · Angelo Scola · Francesco Moraglia
- Bibliothèque nationale de France: cb16743697m (data)
- Gemeinsame Normdatei: 1015164196
- International Standard Name Identifier: 0000 0000 6120 0082
- Library of Congress Control Number: nr96028232
- Nederlandse Thesaurus van Auteursnamen: 141340452
- Istituto Centrale per il Catalogo Unico: RAVV035005
- Système universitaire de documentation: 254701604
- Virtual International Authority File: 29434124
- WorldCat: E39PBJtxcjCx8CkjmmtHkbCqQq